# Prix Paul Duvigneaud
 (août 2022).
Si vous disposez d'ouvrages ou d'articles de référence ou si vous connaissez des sites web de qualité traitant du thème abordé ici, merci de compléter l'article en donnant les références utiles à sa vérifiabilité et en les liant à la section « Notes et références ».
En Belgique, le prix Paul Duvigneaud d'éducation permanente à l'environnement urbain est un prix organisé par Inter-Environnement Bruxelles avec le soutien de la Commission communautaire française (COCOF) et de la société Electrabel. Il est décerné sous le patronage du Centre Paul Duvigneaud de documentation écologique.
Ce prix est nommé d'après le professeur Paul Duvigneaud auquel est aussi dédié un centre d'éducation permanente.
Ce prix s'inscrit dans le prolongement de l'œuvre du professeur lié à l'écologie urbaine à Bruxelles et récompense des projets promouvant l'éducation à l'environnement, la protection de l'environnement.